# Kanonji
Kanonji (観音寺市, Kanonji-shi), sovint romanitzat com a Kan'onji, és una ciutat i municipi de la prefectura de Kagawa, a la regió de Shikoku, Japó. El nom del municipi fa referència al Kanon-ji o "temple de Kanon", en honor de la deessa budista Kanon, el qual es troba al municipi.

## Geografia
El municipi de Kanonji està situat a la part més occidental de la prefectura de Kagawa. El terme municipal de Kanonji limita amb el de Mitoyo a l'est; amb la prefectura d'Ehime al sud-oest; amb la prefectura de Tokushima al sud-est i amb la mar interior de Seto al nord. Ultra el territori principal del municipi a l'illa de Shikoku, el municipi també ocupa una petita illa a la costa.

## Història
Tot i que ja existia una ciutat de Kanonji, l'actual ciutat va ser fundada l'11 d'octubre de 2005 fruit de l'absorció per part de Kanonji de les viles d'Ōnohara i Toyohama, ambdues pertanyents al ja desaparegut districte de Mitoyo.

## Política i govern

### Alcaldes
En aquesta taula només es reflecteixen els alcaldes democràtics, és a dir, des de l'any 1947. En el cas particular de Kanonji, la llista comença el 2005, quan es funda el municipi.
| Alcalde         | Inici del mandat | Fi del mandat | Partit | Partit |
| Seiji Shirakawa | 2005             |               |        | Ind    |

## Demografia
| 1920   | 1930   | 1940   | 1950   | 1960   | 1970   | 1980   |
| ------ | ------ | ------ | ------ | ------ | ------ | ------ |
| 54.251 | 58.228 | 58.708 | 78.356 | 73.186 | 66.653 | 68.435 |
| 1990   | 2000   | 2010   | 2020   | 2030   | 2040   | 2050   |
| 68.436 | 66.555 | 62.680 | 56.809 | -      | -      | -      |

## Transport

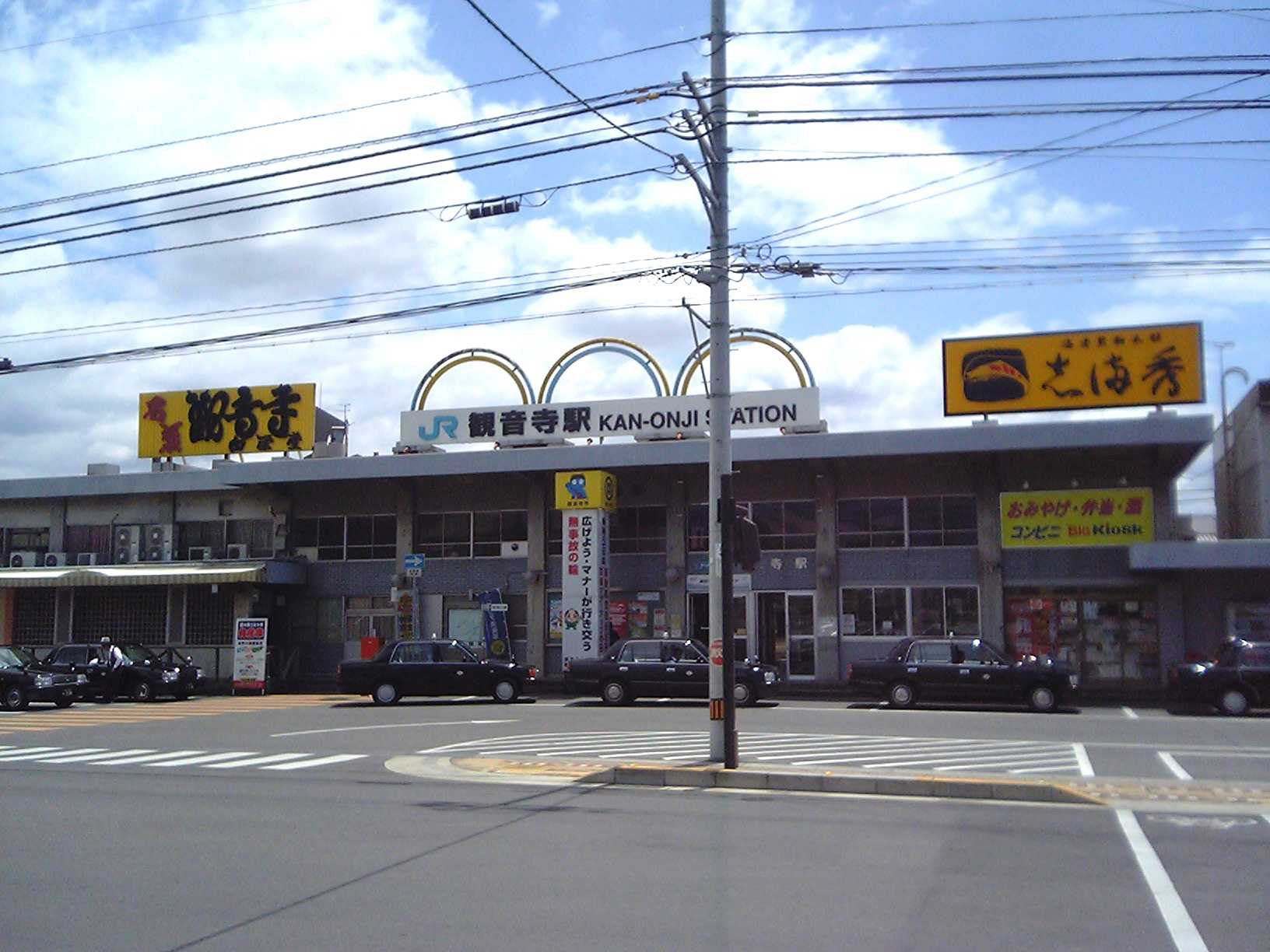
Estació de Kanonji

### Ferrocarril
- Companyia de Ferrocarrils de Shikoku (JR Shikoku)
  - Kanonji - Toyohama - Minoura

### Carretera
- Autopista de Takamatsu
- Nacional 11 - Nacional 377

## Agermanaments
- Kusatsu, prefectura de Shiga, Japó. (22 d'octubre de 1982)
- Appleton, Wisconsin, EUA. (27 de gener de 1988)
- Makkari, Hokkaido, Japó. (1991)
- Jimo, província de Shandong, RPX. (27 de juliol de 2000)